# Инфотех Јахорина
ИНФОТЕХ-ЈАХОРИНА је научно-стручни Симпозијум, посвећен информационим технологијама, који се одржава од 2001. године на планини Јахорина у близини Сарајева. Сви досадашњи симпозијуми су одржани у марту и трајали су по три дана. Овај Симпозијум је наставак међународног Симпозијума ЈАХОРИНА који је одржан први пут 1991. године.
Циљ Симпозијума је „свеобухватно и мултидисциплинарно сагледавање актуелности у области информационих технологија и њихова примјена у системима управљања индустријским постројењима, комуникационим системима, производним технологијама, електроенергетици као и другим областима од интереса за бржи и успјешнији развој средине у којој живимо.“
Рад се одвија у овиру седница, округлих столова, дискусионих форума, предавања по позиву и презентација.
Главни организатор је: Електротехнички факултет, Универзитет у Источном Сарајеву, док је суорганизатор Електротехнички факултет из Бање Луке. Свој допринос дају и Електротехнички факултети из Србије тј. Београд, Нови Сад и Ниш.